# Гродњенски рејон
Гродњенски рејон (блр. Гродзенскі раён; рус. Гродненский район) административна је јединица другог нивоа на крајњем западу Гродњенске области и Републике Белорусије.
Иако је град Гродно административни центар рејона, не улази у његов састав и посебна је административна јединица.

## Географија
Гродњенски рејон обухвата територију површине 2.593,92 км² и највећи је по површини међу рејонима Гродњенске области. Рејон се на северу граничи са Литванијом, на западу је Пољска. На југу се граничи са Бераставичким и Мастовским рејонима, док је на истоку Шчучински рејон.
Највећи део територије рејона налази се у зони Њеменске низије, док је један мањи део на западу у зони Гродњенског побрђа. Рељеф је благо заталасан, са просечним надморским висинама између 100 и 170 метара (највиша тачка је на 247 метара).
Најважнији водотоци на територији рејона су Њемен и његове притоке Свислач, Ласосна, Чорнаја Ганча и Котра. Августовским каналом река Њемен је повезана са басеном Висле. Најважније језеро на подручју рејона је Бело језеро.
Клма је умереноконтинентална са јануарским просеком температура ваздуха од -5,1 °C и јулским од 18 °C. Годишња сума падавина је 545 мм, дужина вегетационог периода 199 дана.
Под шумама је око 32% површине, док је замочварено 2,5% површина.

## Историја
Рејон је основан 15. јануара 1940. гоине.

## Демографија
Према резултатима пописа из 2009. на том подручју стално је било насељено 54.525 становника или у просеку 21,02 ст/км².
| 1959.  | 1970.  | 1979.  | 1989.  | 1999.  | 2009.  |
| ------ | ------ | ------ | ------ | ------ | ------ |
| 84.371 | 83.836 | 77.684 | 69.991 | 68.053 | 54.525 |

Основу популације чине Белоруси са 55,98%. Следе Пољаци (33,6%), Руси (7,78%), Украјинци (1,26%) и остали (1,38%).
Административно, рејон је подељен на подручје града Скидаља и на варошицу Сапоцкин, те на 12 сеоских општина. На територији рејона постоје укупно 383 насељена места. Административни центар рејона је град Гродно који не улази у његов састав.

## Саобраћај
Саобраћајна инфраструктура на територији Гродњенског рејона је високо развијена. Рејон пресецају железничке линије на релацији Минск-Маладзечна-Смаргоњ-Вилњус, Вилњус-Лида-Барановичи-Лунинец, Маладзечна-Лида-Масти-Гродно, Вилњус-Гродно-Бјалисток, Гродно-Вавкависк-Барановичи, које рејон повезују не само са остатком Белорусије, него и са Литванијом, Украјином, Пољском и Русијом.
На 18 км југоисточно од Гродна, код села Обухово, налази се међународни аеродром.